# 다빈치 (기업)
(주)다빈치는 한국의 IT 컨설팅 및 제작 기업이다. 
갈등과 불신이 만연한 외주 시장의 세대교체를 주도하고, 고객의 진정한 성공을 위해 뛰어난 개발 역량과 컨설팅 관점을 결합한 신뢰 기반 서비스를 제공하겠다는 것이 다빈치의 목표다.
시리즈B 투자 유치 경험을 가진 디어의 핵심 개발진이 참여하고 있다. 과거 경험을 바탕으로 클라이언트의 니즈와 고민에 대한 이해도가 단순 개발사보다 높다는 평. 현재 네이버, 고용노동부, 컴포즈커피, 쏘카등 다양한 클라이언트와 업무를 진행하고 있다.

## 서비스
2025년 기준, 다빈치가 운영하는 주요 서비스는 다음과 같다.
- AI 도입
- 모바일 앱 개발
- 웹사이트/웹서비스 개발
- 개발 자문 및 진단
- 어드민/백오피스
- RPA/자동화
- 유지보수/운영(MRO)
- design/UX 디자인